# 少年輔導委員會

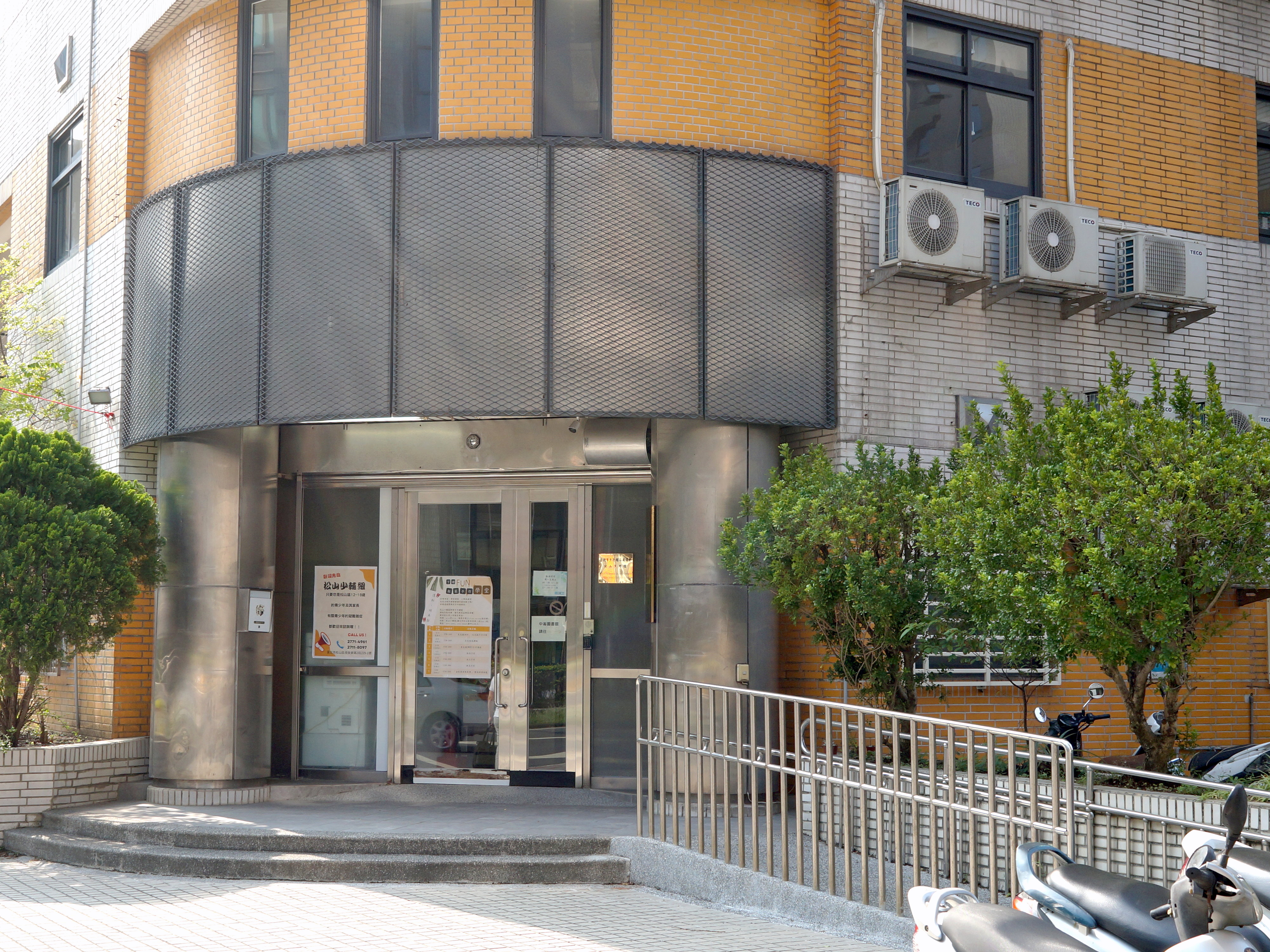
隸屬臺北市政府警察局的臺北市少年輔導委員會松山少輔組

少年輔導委員會（簡稱少輔會），係中華民國政府針對少年曝險行為於直轄市、縣（市）政府所設立的機構，負責整合社會福利、教育、心理資源並提供適當時間的輔導，避免少年過早進入司法程序以保障其最佳利益。少輔會最初依據內政部、法務部、教育部依修正前的《少年事件處理法》於1972年9月27日會銜訂定、發布之《少年不良行為及虞犯之預防辦法》，以及行政院於1977年10月12日會銜函頒《少輔會設置要點》設置。
《少年事件處理法》於2019年修正公布後，由行政院會同司法院訂立《少年輔導委員會設置及輔導實施辦法》規範少年輔導委員會的設置、輔導方式、辦理事務、評估及請求少年法院處理等事務。